# فيلي ميرفي (مغني)
فيلي ميرفي (بالإنجليزية: Willie Murphy)‏ هو مغني ومغن مؤلف أمريكي، ولد في 17 نوفمبر 1943، وتوفي في 13 يناير 2019 بسبب ذات الرئة.

## وصلات خارجية
- الموقع الرسمي
- فيلي ميرفي على موقع IMDb (الإنجليزية)
- فيلي ميرفي على موقع ميوزك برينز (الإنجليزية)
- فيلي ميرفي على موقع ديسكوغز (الإنجليزية)